# Gennadi Petrowitsch Korotkow
Gennadi Petrowitsch Korotkow (russisch: Геннадий Петрович Коротков, * 18. August 1898 im Dorf Gavrilow Jam bei Jaroslawl, Gouvernement Jaroslawl; † 23. November 1982 in Woronesch) – sowjetischer Generalleutnant und mehrfacher Armeeführer im Zweiten Weltkrieg.

## Leben
Ab Dezember 1914 arbeitete er als Bote in der Lokalow-Weberei seiner Geburtsstadt und ab Dezember 1915 als Hilfsarbeiter in der Maslennikow- und Kuznezow Fabrik in Jaroslawl. Im August 1916 wurde er in die russische Zarenarmee eingezogen und absolvierte im 203. Infanterie-Reserve-Regiment in Orjol seine Ausbildung, woraufhin er zum Zugsführer im selbigen Regiment ernannt wurde. Im Oktober 1917 trat er der Mzensker Rotgardisten-Division bei, wo er im Rang eines höheren Unteroffiziers an der Entwaffnung von Kadetten in Orjol teilnahm. Im Februar 1918 wurde die Division in das 1. Rote Garde-Regiment umgewandelt. Gleichzeitig wurde Korotkow zu Höheren Ausbildungskursen nach Jaroslawl geschickt, woraufhin er die dieselben Kurse lehrte, um Offiziere der alten Armee umzuschulen. Im Juli 1918 nahm an der Unterdrückung des Jaroslawler Aufstands teil. Im August 1918 wurde Korotkow zum 7. Jaroslawl-Regiment geschickt, in dem er seit Dezember desselben Jahres an den Feindseligkeiten an der Nordwestfront als Zug- und Kompanieführer teilnahm. Im April 1919 wurde er zum Studium an die Nowgoroder Infanterieschule geschickt, wo er zweimal an Feindseligkeiten an der Petrograder Front gegen die Truppen unter dem Kommando von General N. N. Judenitsch in den Gebieten Strelna, Ligowo, Gatschina, Pulkowo und Jamburg teilnahm. Nach Abschluss des Kurses im Oktober 1919 wurde G. P. Korotkow zum 7. Jaroslawl-Regiment geschickt, in dem er als Zugführer und Kadettenkompanie an Kämpfen an der Südfront gegen Truppen unter General P. N. Wrangel teilnahm. Bei Tokmak wurde er gefangen genommen, konnte aber nach 23 Tagen fliehen. Seit Juli 1920 diente er als Kompanie- und Bataillonskommandeur im 337. Infanterieregiment (der 42. Schützendivision) und nahm an Feindseligkeiten gegen die Taschnag in Transkaukasien und bewaffnete Formationen unter dem Kommando von N. I. Machno in der Ukraine teil. Im selben Jahr wurde er in der Gegend von Andrejewka von Machno-Anhängern gefangen genommen, von wo er zwei Tage später entkam. Im März 1921 wurde er zum Kompaniechef des in Mosdok stationierten 126. Regiments der Führungsstabsreserve ernannt. Nach der Auflösung des Regiments wurde er auf die gleiche Position im 21. Schützenregiment (der 20. Schützendivision von Pensa) versetzt, das im Dorf Prochladnaja stationiert war. Im November 1921 wurde Korotkow zum Studium an die Höhere Kiewer Militärschule geschickt, wonach er im August 1923 an die 5. Kiewer Infanterieschule geschickt wurde, wo er als Zugführer, stellvertretender Kompaniechef, Leiter einer MG-Abteilung und Kommandeur einer Kadettenkompanie wurde. Nach Abschluss der MG-Kurse im Dezember 1926 wurde er zum stellvertretenden Bataillonskommandeur im 21. Schützenregiment (7. Schützendivision, Garnison Tschernigow) ernannt, das in Romny stationiert war. Im Januar 1929 wurde er in den zentralasiatischen Militärbezirk versetzt, wo er zum Kommandeur eines Bataillons des 7. turkestanischen Gebirgsschützenregiments (3. turkestanische Schützendivision) ernannt wurde, das in Chardzhou stationiert war. Im November 1931 wurde er zum Leiter der Regimentsschule des 15. Gebirgsschützen-Regiments in Termez ernannt, aber bereits im Dezember desselben Jahres wurde er als Teil der in Aschgabatstationierten 1. Gebirgsschützen-Division zum 3. Gebirgsschützen-Regiment versetzt, wo er zum Chef des Munitionsregiments ernannt wurde, und im April 1933 auf den Posten des Stabschefs des Regiments. In der Zeit von Februar bis Juni 1936 absolvierte er die „Wystrel“ Schießkurse, danach kehrte er an seine frühere Stelle zurück. Seit Juli 1937 diente er im Hauptquartier des Zentralasiatischen Militärbezirks als Leiter der Ausbildungs-Abteilung der Fortbildungskurse für Kommandeure der Reserve. Im Oktober 1938 wurde er zum Studium der Fortbildungskurse für höhere Offiziere an die Akademie des Generalstabs der Roten Armee entsandt. Danach wurde er im Mai 1939 zum Kommandeur des 150. Gebirgsschützen-Regiments (Asiatischer Militärbezirk), im Mai 1940 zum stellvertretenden Kommandeurs der 194. Schützendivision und am 14. März 1941 zum Kommandanten der in Semipalatinsk gebildeten 238. Schützendivision ernannt.

### Im Vaterländischen Krieg
Mit Kriegsbeginn im Juni 1941 verblieb er in seiner letzten Position. Im August 1941 wurde die 238. Schützen-Division in die Region Aschgabat und im Oktober in die Region Tula verlegt. Im Dezember während der Gegenoffensive wurden seine Truppen im Raum Moskau eingesetzt und rückten auf Kondrowo und Malojaroslawez vor, wodurch am 17. Dezember die Stadt Alexin befreit werden konnte. Seit Mai 1942 diente er als Stabschef der 49. Armee und wurde am 10. Juni zum Kommandeur des 5. Garde-Schützenkorps ernannt, das defensive und offensive Militäroperationen am Fluss Schisdra südwestlich von Suchinitschi durchführte. Am 14. Oktober 1942 wurde er zum Kommandeur der 53. Armee ernannt, die gegen den Lowat-Brückenkopf der deutsche 16. Armee bei Demjansk eingesetzt wurde. Am 3. Mai 1942 war er zum Generalmajor und am 16. Oktober 1943 zum Generalleutnant ernannt. Am 30. Januar 1943 wurde er zum Kommandeur der 1. Stoßarmee ernannt, die während der Offensive bei Demjansk und Staraja Russa teilnahm, wobei auch der deutsche Frontvorsprung von Demjansk beseitigt werden konnte. Anschließend gingen Korotkows Truppen in der Gegend von Staraja Russa in die Defensive und nahmen von Januar bis Februar 1944 an der Leningrad-Nowgoroder Operation teil. Am 1. April 1944 wurde er zum Kommandeur der 22. Armee ernannt, die an den Kämpfen der Reschitza-Düna-, Madonaer- und Rigaer Operation teilnahm und dann half die deutsche Gruppierung in Kurland einzuschließen.

### Nach dem Krieg
Nach Kriegsende gehörte Korotkow in seiner letzten Position der Gruppe der Südlichen Streitkräfte an. Seit September 1945 stand er der Hauptpersonaldirektion der NPO zur Verfügung und im November desselben Jahres wurde er zum Kommandeur des 27. Garde-Schützenkorps ernannt, das im Januar 1946 in den Kiewer Militärbezirk eingegliedert wurde. Am 19. Februar 1947 wurde Korotkow zum Kommandeur der 25. Armee (Primorsker-Militärbezirk) ernannt, die auf dem Territorium von Nordkorea stationiert war. Am 20. April 1948 wurde er zum Studium der Höheren Akademischen Kurse an die Woroschilow-Militärakademie geschickt, wonach er im Mai 1949 zum Stabschef ernannt und danach zum 1. stellvertretender Kommandeur des Militärbezirks Woronesch wurde. Ab Februar 1955 diente er in den Positionen des stellvertretenden Chefmilitärberaters und des leitenden Militärberaters des Generalstabschefs der tschechoslowakischen Volksarmee. Seit Juli 1958 stand Generalleutnant Korotkow dem Oberbefehlshaber der Bodentruppen zur Verfügung und trat am 5. November 1958 in den Ruhestand.

### Auszeichnungen
- 2 Leninorden (2. Januar 1942, 21. Februar 1945)
- 3 Rotbannerorden (17. April 1943, 3. November 1944, 1949)
- 2 Kutusoworden (30. Juli 1944, 29. Juni 1945)